# 두호고등학교
두호고등학교(斗湖高等學校)는 대한민국 경상북도 포항시 북구 두호동에 위치한 공립 고등학교이다.

## 학교 연혁
- 2001년 8월 24일 : 두호고등학교 설립인가
- 2004년 3월 1일 : 초대 김초미 교장 취임
- 2004년 3월 3일 : 제1회 입학식(남 147명, 여 143명 계 290명)
- 2014년 2월 25일 : 경상북도교육청 '명품교육 인증' 학교 선정
- 2020년 2월 15일 : 두호고 급식소 이팝식생활관 리모델링 공사 완공
- 2020년 3월 10일 : 소운동장 농구장(우레탄) 설치
- 2021년 3월 1일 : 양성평등 연구학교 운영(2021.3.1.-2023.2.28)
- 2022년 3월 1일 : 제10대 류재용 교장 부임
- 2023년 2월 10일 : 제17회 졸업식(남 81명, 여 121명 계 202명, 누계 4,588명)
- 2023년 3월 2일 : 제20회 입학식(남 90명, 여 111명 계 201명)

## 참고 자료
- 두호고등학교 - 한국교육학술정보원 학교알리미